# Patrícia Abravanel
Patricia Abravanel Faria (São Paulo, 4 de outubro de 1977), é uma apresentadora de televisão e empresária brasileira. Filha do apresentador e empresário Silvio Santos e da novelista e empresária Íris Abravanel, virou apresentadora na emissora de seu pai, o SBT, inicialmente nos programas Roda a Roda, Cante se Puder, Máquina da Fama e Vem Pra Cá, e desde 2021 substitui o pai no Programa Silvio Santos.

## Biografia
Descendente de turcos, gregos, judeus sefarditas e italianos. Patrícia é a segunda filha do casamento entre o empresário e apresentador de televisão Silvio Santos (fundador do SBT) com a empresária e novelista Íris Abravanel, sendo Daniela Beyruti (presidente do SBT a partir de 2024), sua irmã mais velha. É a quarta filha do apresentador, incluindo Cintia e Silvia Abravanel, filhas do primeiro casamento de Silvio Santos. Ela ainda tem Renata e Rebeca Abravanel como suas irmãs mais novas. A predisposição de Patricia em seguir os passos de seu pai diante das câmeras desde a sua infância podia ser observada e sempre chamava a atenção nas raras vezes que participava dos programas apresentados por ele ou pela apresentadora Mara Maravilha, quando o SBT ainda se chamava TVS (TV Studios) e operava nos antigos estúdios da Vila Guilherme.
Na adolescência, ela estudou na tradicional Graded School (Escola Graduada de São Paulo) localizada no distrito do Morumbi e chegou a ser expulsa da escola por indisciplina, concluindo os estudos do ensino médio em outra escola também na capital paulista. Patrícia ainda sofreu de transtornos alimentares na sua adolescência e chegou a morar por cerca de 3 anos fora do país.

### Sequestro
Em 21 de agosto de 2001 ela foi alvo de um sequestro em São Paulo e foi mantida em cárcere por uma semana, que repercutiu em todo país tornando-a um rosto conhecido da imprensa, já que, assim como as suas irmãs Daniela, Rebeca e Renata, ela sempre foi mantida fora dos holofotes da mídia por Senor Abravanel (Silvio Santos) e Íris Abravanel. O sequestro chegou a ser noticiado por todas as emissoras de televisão, inclusive a Globo e a Record.
A entrevista cedida por Patrícia na varanda da casa de seu pai no distrito do Morumbi na Zona Oeste da capital paulista levou a se acreditar que ela pudesse estar sofrendo da Síndrome de Estocolmo por conta das palavras em tom compadecido e até religioso relacionadas aos seus sequestradores, negado veementemente por ela mesma em recentes entrevistas.

### Formação
Patrícia é pós-graduada em administração nos Estados Unidos e está envolvida nos negócios do Grupo Silvio Santos, assim como as suas irmãs. Em 2003 ela passou a fazer estágio no setor de administração do grupo e em 2005 passou a estagiar no Banco Panamericano (atual Banco Pan), vendido ao BTG Pactual do banqueiro André Esteves no início de 2011. Em 2006, Patrícia se tornou executiva no setor administrativo do grupo e da área de comunicação do extinto banco do Grupo Silvio Santos. Ela ainda trabalhou na Jequiti Cosméticos em seus primeiros anos de atuação no mercado e foi responsável reestruturação e pela criação do projeto artístico do luxuoso Hotel Jequitimar no litoral paulista, o Verão Jequitimar Guarujá localizado na praia de Pernambuco.

### Carreira artística
Patrícia deu início à sua carreira artística na televisão seguindo as sugestões de Silvio Santos no início de 2011. Ela já tem em seu currículo de apresentadora de TV o Festival SBT 30 anos, o Cante se Puder, o Roda a Roda Jequiti, o sorteio da Tele Sena, o Maquina da Fama e o mais recente Topa ou não Topa que já foi apresentado por grandes nome como Roberto Justus e e o seu pai Silvio Santos. Além disso, ela fez parte do elenco fixo do Jogo dos Pontinhos no Programa Silvio Santos, um dos quadros de maior audiência.
Em março de 2011, Patrícia deu início à carreira artística na televisão como garota-propaganda da Jequiti Cosméticos e do extinto Baú da Felicidade ao lado de Luís Ricardo e Patrícia Salvador no Programa Silvio Santos. E logo depois passou a integrar o elenco do polêmico quadro Jogo dos Pontinhos com Alexandre Porpetone (Cabrito Teves), Helen Ganzarolli, Lívia Andrade, Flor e Carlinhos Aguiar.
Ela se tornou apresentadora de TV em 2011 no programa Festival SBT 30 anos nas noites de sábado da programação do SBT entre os meses de maio e agosto, quando o SBT completou 30 anos de fundação.
Em janeiro de 2012, Patrícia passou a apresentar o game show musical Cante Se Puder (baseado no formato britânico Sing if you Can) ao lado do humorista Marcio Ballas e também dos jurados Nahim, Nany People e Lola Melnick, alcançando a vice-liderança sendo vencido apenas pela TV Globo no Ibope com picos de 12 pontos na estreia do programa pelo SBT.
Em abril, ela estreou ao lado do assistente de palco e humorista liminha o game show Roda a Roda (baseado no formato americano Wheel of Fortune)  nos finais de tarde ocupando o horário do seriado Chaves  na programação.  Porém, o programa foi retirado do ar apenas duas semanas após estrear por conta da repercussão negativa diante dos fãs do seriado e dos baixos índices de audiência. Em 2012, o SBT registrou o título do programa Sábado à Noite com Patrícia Abravanel. Porém, os executivos da emissora e a própria Patrícia não ficaram satisfeitos com o formato do programa e foi anunciado o seu cancelamento após os testes. O Sábado à Noite com Patrícia Abravanel seria uma versão modernizada baseada no extinto Show de Calouros do Programa Silvio Santos.
Em abril de 2013, o game show Roda a Roda Jequiti voltou a ser exibido na programação do SBT substituindo o Vamos Brincar de Forca (formato criado por Silvio Santos no início década de sessenta na TV Paulista, atual TV Globo São Paulo) e Patrícia passou a se revezar com o Silvio Santos apresentando o programa no início das noites de domingo.
A temporada de pouco mais de um ano e meio do programa Cante Se Puder chegou ao fim, sendo substituído pela segunda temporada do humorístico Amigos da Onça (baseado no formato americano Impractical Jokers nas noites de quarta-feira na programação do SBT. Em julho, ela também passou a apresentar os sorteios da Tele Sena, substituindo o seu pai ocasionalmente. Em novembro, Patrícia Abravanel estreou o seu segundo programa solo da carreira, o programa Máquina da Fama (baseado no formato americano My Name Is) às segundas feiras no SBT substituindo o Famoso Quem, que se apresentava com o formato original da FremantleMedia, mas encerrou em agosto de 2014. O primeiro programa solo da apresentadora foi o Festival SBT 30 anos.

### Acusação de homofobia
Em 8 de maio de 2016, participando do Jogo dos Pontinhos, no Programa Silvio Santos, o apresentador contou que assistiu ao filme Carol, que retrata o romance entre duas mulheres. Ele questionou, então, os participantes, sobre romances homossexuais. Ao ser indagada, sua filha, Patrícia Abravanel disse: "Li numa revista que um terço dos jovens se relaciona com pessoas do mesmo sexo. Eu acho muito um terço, mesmo sem saber se a opção deles é real. Eles experimentam. Acho que o jovem é muito imaturo para saber o que quer. A gente tem que firmar que homem é homem e mulher é mulher. Acho que não é legal ser superliberal." E ainda acrescentou: "Eu não sou contra o homossexualismo, mas sou contra falar que é normal. E outra, mulher com mulher não é tão legal assim. Não tem aquele brinquedo que a gente gosta bastante." As declarações de Patrícia geraram polêmica. No mesmo dia, seu sobrinho, Tiago Abravanel também se pronunciou, em uma entrevista ao jornal Extra: "Fiquei muito triste de ver esse posicionamento vindo de uma mulher que as pessoas esperam tanto que tenha uma mente aberta, e que é uma formadora de opinião, quer queira quer não. Não concordo com nada que a Pati disse. Acho que ela foi extremamente infeliz na colocação". Disse ainda: "Dormi bem mal. Ela foi infeliz mesmo. Lembro de uma matéria que saiu recentemente no programa 'Altas Horas', sobre um menino criado por duas mães. Ouvir alguém falando que acha que isso não pode ser considerado normal, para mim, é abominável". Acrescentou, também: "Cresci distante dessa parte da família. Não acredito que essa postura seja familiar, mesmo porque eu não penso assim. Não sei se é algo religioso... Enfim, não sei exatamente qual a questão, mas discordo em gênero, número e grau".
Logo depois, Patrícia se retratou, pedindo desculpas em sua conta no Instagram: "Peço desculpa se ofendi alguém ontem no 'Jogo dos Pontinhos'. Dei apenas minha opinião mas fui mal interpretada. Sou a favor do amor do respeito e da tolerância. Mais uma vez peço desculpas". Devido às acusações de homofobia, Patrícia, que estava convidada a fazer uma participação no Programa do Ratinho na segunda (9), acabou cancelando sua participação.
Na edição do dia 1.° de junho de 2021, Patrícia ao comentar a repercussão da polêmica da ex-BBB e apresentadora global Rafa Kalimann e do ator Caio Castro, teria dito que os dois não são preconceituosos e além disso, pediu compreensão dos LGBTQIA+ as pessoas intolerantes além de minimizar a homofóbia. Patrícia ainda debochou ao vivo da sigla do movimento LGBTQIA+, causando uma repercussão negativa. Após o erro, o produtor Gabriel Cardoso apresentou a pronúncia correta com significados em uma folha de papel escrita com pincel de quadro branco. Logo após a exibição do programa, Patrícia Abravanel se desculpou nas redes sociais, justificando que está buscando aprender, além de dizer que o programa abre espaço para opiniões.
O apresentador e sobrinho de Patrícia, Tiago Abravanel, em um comentário no Instagram, lamentou a fala de sua tia e pediu respeito. Outras personalidades como a ex-apresentadora do SBT, Maisa Silva, a apresentadora do Melhor da Tarde (Rede Bandeirantes), Catia Fonseca, e a integrante do jogo dos pontinhos (realizado de forma virtual) Mara Maravilha, também comentaram sobre o caso, repudiando o ocorrido.

### 2021-2022: Apresentadora substituta do Programa Silvio Santos
Patrícia, em 2021, entra como apresentadora do Programa Silvio Santos, substituindo o pai na animação durante 8 meses. Com o alastramento da pandemia da COVID-19, Silvio Santos fica recluso em quarentena devido a idade. Ele chegou a apresentar o programa em agosto de 2021, porém, devido a infecção ao vírus, ele se afasta novamente e escala a filha número 4 para apresentar o programa. Ela, segundo críticos e aos telespectadores, se desenvolveu bem ao formato do programa, que naturalmente tem ligação forte com o titular. Em maio de 2022, após 8 meses afastado, Silvio retorna às gravações, dividindo alguns quadros com a Patrícia.

### 2023-presente: Programa Silvio Santos com Patrícia Abravanel
Em imagens divulgadas durante uma gravação do programa em 3 de março de 2023 e confirmada durante uma matéria do Fofocalizando, é anunciado que o programa passa a levar o nome de Patrícia Abravanel no título, fixando definitivamente a filha de Silvio Santos no comando da atração, enquanto que o apresentador titular passa a gravar alguns programas em esquema de revezamento, além de especiais do SBT. No dia 4 de junho, foi ao ar a edição especial de 60 anos do programa como o segundo mais antigo em exibição no Brasil, contando com a presença de vários famosos, jornalistas, convidados e até mesmo de autoridades como o vice-presidente da República, Geraldo Alckmin (PSB).

### YouTube
Em abril de 2020 a apresentadora lançou seu canal no YouTube, tendo como primeira entrevistada a sua mãe, a autora de novelas Íris Abravanel.

## Vida pessoal
Em 2004, Patrícia se casou com o empresário e atual gerente de infraestrutura do SBT Phillipe Carrasco. Porém, o casamento entre os dois chegou ao fim em 2010 e logo depois ela deu início a um relacionamento com o empresário Marcos Faria, mas o relacionamento chegou ao fim em 2012. Em 2013, Patrícia deu início a um relacionamento com o político potiguar Fábio Faria, conhecido por já ter se relacionado com celebridades como Adriane Galisteu, Priscila Fantin e Sabrina Sato.
No dia 7 de fevereiro de 2014, Silvio Santos confirmou para Revista Contigo a gravidez de sua filha, que também confirmou ao vivo no Domingo Legal no dia 9 de fevereiro. Ela deu à luz seu primeiro filho, Pedro Abravanel Faria, em 14 de setembro fruto de seu relacionamento com Fábio Faria.
O casal hoje tem três filhos: Pedro, Jane e Senor, nome dado em homenagem ao nome de batismo do pai de Patrícia (Senor Abravanel).

## Filmografia

### Televisão
| Ano           | Título                                   | Função                   | Nota                                  |
| ------------- | ---------------------------------------- | ------------------------ | ------------------------------------- |
| 2011          | Festival SBT 30 Anos                     | Apresentadora            |                                       |
| 2011–19       | Programa Silvio Santos                   | Participante             | Quadro: Jogo dos Pontinhos            |
| 2011–13       | Cante se Puder                           | Apresentadora            |                                       |
| 2011–presente | Teleton                                  | Apresentadora            |                                       |
| 2012–17       | Roda a Roda                              | Apresentadora            |                                       |
| 2013–17       | Máquina da Fama                          | Apresentadora            |                                       |
| 2016          | Cúmplices de um Resgate                  | Ela mesma                | Episódios: "16 de fevereiro"          |
| 2016–19       | Caldeirão da Sorte                       | Apresentadora            |                                       |
| 2016–19       | Pra Ganhar É Só Rodar                    | Apresentadora            |                                       |
| 2017          | Eliana                                   | Apresentadora            | Episódios: "23 de maio—29 de outubro" |
| 2018          | Bake Off SBT                             | Participante (Vencedora) | Temporada 2                           |
| 2019–20       | Topa ou não Topa                         | Apresentadora            |                                       |
| 2021–22       | Vem Pra Cá                               | Apresentadora            |                                       |
| 2021–presente | Programa Silvio Santos                   | Apresentadora            |                                       |
| 2024          | Silvio Santos: Vale Mais do que Dinheiro | Ela mesma                | Documentário                          |
| 2024          | Cazalbé, O Herdeiro da Graça             | Ela mesma                | Documentário                          |
| 2025          | Troféu Imprensa                          |                          |                                       |

## Prêmios e indicações
| Ano  | Prêmio            | Categoria                               | Trabalho indicado | Resultado | Ref    |
| ---- | ----------------- | --------------------------------------- | ----------------- | --------- | ------ |
| 2012 | Troféu Internet   | Revelação do Ano                        | Cante Se Puder    | Indicada  |        |
| 2012 | Troféu Imprensa   | Revelação do Ano                        | Cante Se Puder    | Vencedora | [ 39 ] |
| 2013 | Meus Prêmios Nick | Apresentador de TV                      | Cante Se Puder    | Indicada  | [ 40 ] |
| 2014 | Troféu Internet   | Melhor Apresentadora ou Animadora de TV | Cante Se Puder    | Indicada  | [ 41 ] |
| 2014 | Troféu Imprensa   | Melhor Apresentadora ou Animadora de TV | Cante Se Puder    | Vencedora |        |
| 2015 | Troféu Internet   | Melhor Apresentadora ou Animadora de TV | Máquina da Fama   | Vencedora |        |
| 2015 | Troféu Imprensa   | Melhor Apresentadora ou Animadora de TV | Máquina da Fama   | Indicada  |        |
| 2016 | Troféu Imprensa   | Melhor Apresentadora ou Animadora de TV | Máquina da Fama   | Venceu    | [ 42 ] |
| 2016 | Troféu Internet   | Melhor Apresentadora                    | Máquina da Fama   | Indicada  | [ 42 ] |
| 2017 | Troféu Imprensa   | Melhor Apresentadora ou Animadora de TV | Máquina da Fama   | Venceu    | [ 43 ] |
| 2017 | Troféu Internet   | Melhor Apresentadora                    | Máquina da Fama   | Indicada  | [ 43 ] |